# San Giorgio di Pesaro
San Giorgio di Pesaro är en ort och frazione i kommunen Terre Roveresche i provinsen Pesaro e Urbino i regionen Marche i Italien.
San Giorgio di Pesaro var en tidigare kommen som den 1 januari 2017 tillsammans med kommunerna Barchi, Orciano di Pesaro och Piagge bildade den nya kommunen Terre Roveresche. Den tidigare kommunen hade 1 360 invånare (2016).